# Pantaloni bufanți

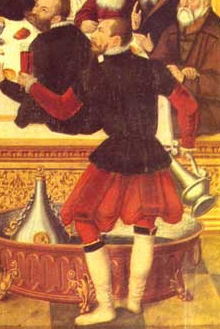
Pantaloni bufanţi

Pantaloni bufanți este un nume generic pentru un obiect de îmbrăcăminte care poate fi lung până la glezne sau scurt până la genunchi. Varianta din urmă urmă a fost la modă printre bărbați în Renaștere, iar cea dintâi este purtată și astăzi de către ambele sexe în unele culturi islamice.